# Ocean City (Maryland)
Ocean City is een plaats (town) in de Amerikaanse staat Maryland, en valt bestuurlijk gezien onder Worcester County.

## Demografie
Bij de volkstelling in 2000 werd het aantal inwoners vastgesteld op 7173.
In 2006 is het aantal inwoners door het United States Census Bureau geschat op 7031, een daling van 142 (-2.0%).

## Geografie
Volgens het United States Census Bureau beslaat de plaats een oppervlakte van
94,2 km2, waarvan 11,8 km2 land en 82,4 km2 water. Ocean City ligt op ongeveer 3 m boven zeeniveau.

## Plaatsen in de nabije omgeving
De onderstaande figuur toont nabijgelegen plaatsen in een straal van 16 km rond Ocean City.